# Le Commissariat
Le Commissariat est un téléfilm français réalisé par Michel Andrieu, diffusé le 17 novembre 2009 sur France 3.

## Synopsis
Le commissariat raconte l'histoire de Xavier Vallat interprété par Jacques Bonnaffé (Vénus Beauté, Lucie Aubrac), un antisémite militant qui rejoint le gouvernement Pétain au commissariat général des questions juives, en France dans les années 1940. Lucienne, jouée par Sophie Quinton (L'empreinte de l'ange) est secrétaire pour le ministère de Vallat. En août 1941, lors d'une violente rafle, Lucienne cache chez elle, Christian, un jeune homme qui ne la laisse pas insensible. Or Christian s'appelle en vérité Samuel Lipsky (Benjamin Bellecour) et il est juif.

## Fiche technique
- Réalisateur : Michel Andrieu
- Scénario : Michel Andrieu et Jean-Pierre Carasso, d'après l'ouvrage de Laurent Joly Vichy dans la solution finale
- Photographie : Renan Pollès
- Musique : René-Marc Bini
- Décors : Jimmy Vansteenkiste
- Costumes : Ève-Marie Arnaud
- Montage : Maureen Mazurek
- Dates de diffusion : le 17 novembre 2009 sur France 3
- Durée : 95 minutes

## Distribution
- Jacques Bonnaffé : Xavier Vallat
- Sophie Quinton : Lucienne Pagès
- Benjamin Bellecour : Samuel / Christian Barrois
- Philippe Dormoy : François Barbot
- Carlo Brandt : Jacques Morey-Villars
- Simon Delétang : Me Paul Arnaud
- Marie Denarnaud : Germaine Louveau
- Maxime Roger : Le résistant F.F.I
- Guillaume Verdier
- Philippe Morier-Genoud
- Robert Plagnol
- Gérard Watkins
- Yves Afonso